# Belchertown
Belchertown és un poble dels Estats Units a l'estat de Massachusetts. Segons el cens del 2000 tenia 12.968 habitants.

## Demografia
Segons el cens del 2000, Belchertown tenia 12.968 habitants, 4.886 habitatges, i 3.517 famílies. La densitat de població era de 95 habitants per km².
Dels 4.886 habitatges en un 38,8% hi vivien nens de menys de 18 anys, en un 59,2% hi vivien parelles casades, en un 9,8% dones solteres, i en un 28% no eren unitats familiars. En el 20,3% dels habitatges hi vivien persones soles el 7% de les quals corresponia a persones de 65 anys o més que vivien soles. El nombre mitjà de persones vivint en cada habitatge era de 2,65 i el nombre mitjà de persones que vivien en cada família era de 3,09.
Per edats la població es repartia de la següent manera: un 27,3% tenia menys de 18 anys, un 7,1% entre 18 i 24, un 33,3% entre 25 i 44, un 23,6% de 45 a 60 i un 8,8% 65 anys o més.
L'edat mediana era de 36 anys. Per cada 100 dones de 18 o més anys hi havia 91,9 homes.
La renda mediana per habitatge era de 52.467 $ i la renda mediana per família de 60.830$. Els homes tenien una renda mediana de 39.656 $ mentre que les dones 30.909$. La renda per capita de la població era de 21.938$. Entorn del 5,1% de les famílies i el 5,9% de la població estaven per davall del llindar de pobresa.